# 菊西正子
菊西 正子（きくにし まさこ、1916年 - 2009年）は、生田流（菊筋）筝曲及び野川流三絃教授（当道音楽会大師範大勾当）。
菊西繁樹大検校の四女。
日本箏曲連盟役員、当道音楽会評議員、神戸三曲協会理事、西宮三曲協会理事などを歴任。

## 経歴
1933年3月神戸山手高等女学校（現神戸山手女子中学校・高等学校）卒（第5回生）。
芸の道は長姉の麻子が継ぐべく幼少の折より厳しく指導を受けていたが、1936年に37歳で急逝したことから、その後を継ぐこととなり、勤めていた会社を辞し、父及び兄弟子の菊茂琴昇から手ほどきを受け、当道音楽会大勾当となる。
神戸市中央区加納町で菊西箏曲研究所・琴栄会を主宰し、箏曲及び三絃を教授。

## 主な演奏歴
- 菊西繁樹十三回忌追善法要（1957年9月29日 琴栄会主催）　於：神戸国際会館大ホール　演奏詳細不明[4]
- 生田流筝曲演奏会（1968年12月1日 琴栄会主催）　於：神戸農業会館大ホール　全27曲中23曲を演奏（明治百年を記念）[5][6]
- 第37回日本筝曲会連盟演奏会（1988年12月25日 日本筝曲会連盟主催）　於：国立劇場小ホール　兵庫地区より「春の曲」（吉沢検校作曲）を筝替手で演奏[5][7]
- 大阪府芸術劇場「第18回間を聴く」（1994年8月5日 古流地歌保存會[8]主催）　於：国立文楽劇場小ホール　特別出演にて「五段砧」（光崎検校作曲）の筝高音を演奏[5][9]

## 教育活動
西宮市立西宮東高等学校や私立聖和短期大学の筝曲部を指導した他、ＮＨＫラジオの音楽番組などで活躍。

## 受賞歴
1984年5月神戸市あじさい賞を受賞。神戸市長より感謝状等の栄誉がある。

## 震災後
1995年1月の阪神・淡路大震災後、親族のいる千葉県に移り、芸歴を引退した。2009年5月3日多臓器不全のため死去。享年93歳。